# Johannes Micraelius
Johannes Micraelius, eigenlijk Johannes Lütkeschwager, (Köslin, 1 september 1597 – Stettin, 3 december 1658) was een Duits dichter, filosoof en geschiedschrijver.

## Leven
Johannes Micraelius was een zoon van Joachim Lütkeschwager († 1619), die afkomstig was uit Jamund en aartsdiaken was in Köslin. Zoals destijds de gewoonte was in humanistische kringen, nam Joachim een Latijnse familienaam, Micraelius, aan. Esther (1600-1665), de zus van Johannes, was getrouwd met de theoloog Jacobus Fabricius.
Johannes liep school in zijn geboortestad en zette zijn studies voor aan het paedagogium van Stettin. In 1617 begon hij zijn hogere studies aan de universiteit van Koningsbergen. Vervolgens werd Johannes in 1624 werd benoemd tot professor in de retoriek aan de universiteit van Greifswald. In 1639 kreeg hij de positie van rector aan de Ratsschule van Stettin. Tijdens deze periode schreef Micraelius zijn zes boeken over de geschiedenis van het oude Pommeren, die hij bij de boekdrukker en -handelaar Georg Rhete in Stettin liet drukken. In 1641 nam hij de positie aan van rector aan het vorstelijke paedagogium van Stettin. Nog in hetzelfde jaar werd hij er tot professor in de godgeleerdheid en wijsbegeerte benoemd.
In 1649 promoveerde Micraelius in de godgeleerdheid aan de universiteit van Greifswald. Hij klom er tegen 1656 op tot pro-kanselier. Tijdens zijn universitaire loopbaan schreef hij enkele tragedies en komedies, geïnspireerd tot thema's uit de klassieke oudheid. De grootste erkenning kreeg hij echter met zijn historische en theologische werken. In zijn Lexicon philosophicum uit 1652 gebruikte hij als eerste het begrip ontologie (zij het in Griekse letters).

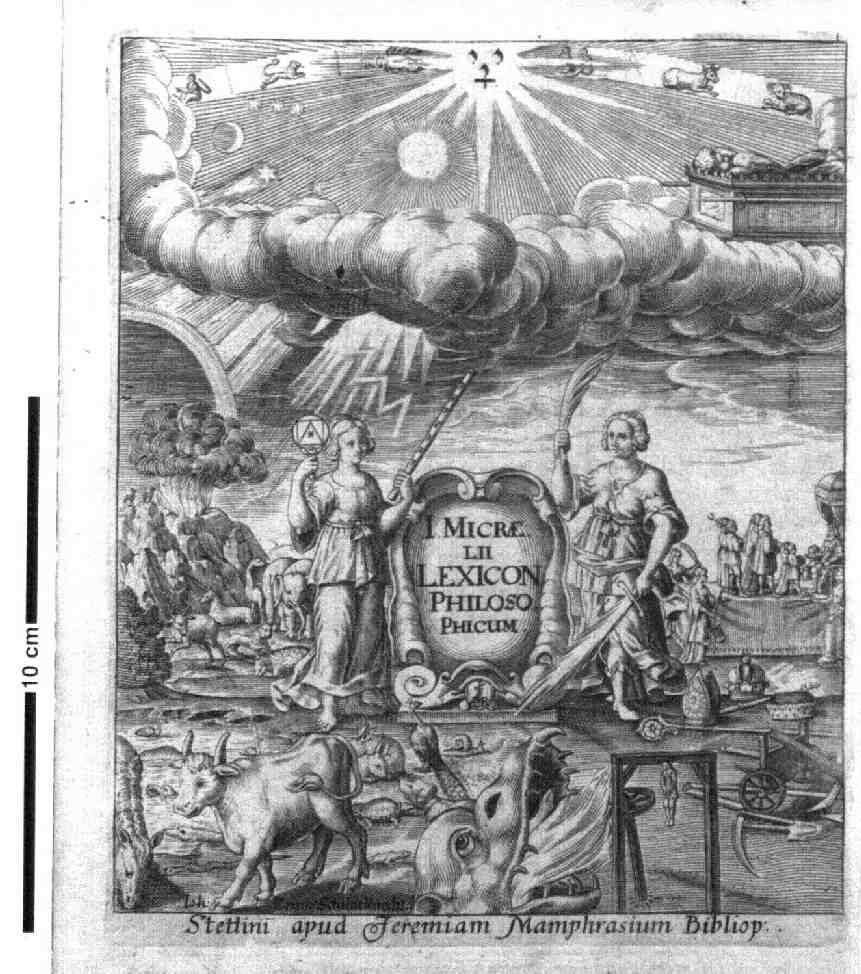
Lexicon philosophicum terminorum philosophis usitatorum (1653)

## Werken
- Syntagma historiarum ecclesiae, 1630
- Tragico-Comoedia Nova de Pomeride a Lastevio afflicta, 1631
- Parthenia, Pomeridos continuatio: ein New Comoedien Spiel, 1631
- Sechs Bücher vom alten Pommernland, 1639 tot 1640[3]
  - 1e boek: Johannis Micraelii Erstes Buch Deß Alten Pommer-Landes
  - 2e boek: Johannis Micraelii Ander Buch Deß Alten Wendischen Pommerlandes
  - 3e boek: Johannis Micraelii Drittes Buch Deß Alten Sächsischen Pommerlandes
  - 4e boek: Johannis Micraelii Erstes Theil Der Letzten Pommerschen Jahr-Geschichten ... Und also Das Vierdte Buch Vom PommerLande
  - 5e boek: Johannis Micraelii Fünfftes Buch Der Pommerschen Jahr-Geschichten
  - 6e boek: Johannis Micraelii Sechstes und Letztes Buch / Von deß Pommerlandes Gelegenheit und Einwohnern
- Oratio inauguralis de animorum morbis et medicina, 1642
- Ethnopronius tribus dialogorum libris, 1647
- Aphorismi de regia politici scientia, 1647
- De methodo in disciplinis, 1648
- De inaudita philosophia Joannis Baptistae Helmontii, 1649
- Cosmologia, 1650
- Psychologia, 1650
- Tabellae historicae, 1652[4]
- De mutationibus rerum publicarum earumque causis, praesagiis er curatione, 1652
- Lexicon philosophicum terminorum philosophis usitatorum, 1653[5]

- Gemeinsame Normdatei: 115394982
- International Standard Name Identifier: 0000 0001 1020 1744
- KulturNav: 18143245-ad7b-4e14-8b78-86496d242fef
- Library of Congress Control Number: no99042589
- Nationale Bibliotheek van Tsjechië: ola2013786921
- Nationale Bibliotheek van Polen: a0000002590530
- Nederlandse Thesaurus van Auteursnamen: 069065179
- LIBRIS: 272229
- Système universitaire de documentation: 077813650
- Virtual International Authority File: 3199093
- WorldCat: E39PBJjxpJcrXbykYH8Q9XymVC